# Coppa Félix Houphouët-Boigny
La Coppa Félix Houphouët-Boigny (in francese Coupe Félix Houphouët-Boigny), nota anche come Supercoppa della Costa d'Avorio, è una competizione calcistica organizzata dalla federcalcio ivoriana che per lungo tempo ha messo di fronte due squadre, la vincitrice del campionato ivoriano di massima serie e la vincitrice della Coppa della Costa d'Avorio, fungendo di fatto da supercoppa nazionale.
È intitolata al politico Félix Houphouët-Boigny, primo Presidente della Costa d'Avorio dal 3 novembre 1960 al 7 dicembre 1993 e Primo ministro dal 4 agosto al 27 novembre 1960. Si disputa tradizionalmente il 6 dicembre.

## Formula
Dalla sua fondazione, la competizione ha visto contrapporsi due compagini, la vincitrice del campionato ivoriano di massima serie e la vincitrice della Coppa della Costa d'Avorio, fungendo di fatto da supercoppa nazionale.
Dalla stagione 2014-2015 la partecipazione al torneo è allargata alle prime tre classificate in massima serie e la vincitrice della Coppa della Costa d'Avorio nella stagione precedente. 

## Finali
Fonte: RSSSF.
- 1975 : ASEC Mimosas
- 1976 : Sporting Club de Gagnoa
- 1977 : Stella Club d'Adjamé
- 1978 : Sporting Club de Gagnoa
- 1979 : Africa Sports
- 1980 : ASEC Mimosas
- 1981 : Africa Sports  1-0 Stella Club d'Adjamé
- 1982 : Africa Sports
- 1983 : ASEC Mimosas
- 1984 : Stella Club d'Adjamé
- 1985 : Stade d'Abidjan
- 1986 : Africa Sports
- 1987 : Africa Sports
- 1988 : Africa Sports
- 1989 : Africa Sports
- 1990 : ASEC Mimosas
- 1991 : Africa Sports
- 1992 non disputata
- 1993 : Africa Sports
- 1994 : ASEC Mimosas            4-2 Stade d'Abidjan    (dts)
- 1995 : ASEC Mimosas            4-4 Stade d'Abidjan    (ASEC vincente dtr)
- 1996 : SOA
- 1997 : ASEC Mimosas            3-0 Africa Sports
- 1998 : ASEC Mimosas            2-0 Africa Sports
- 1999 : ASEC Mimosas            2-1 Africa Sports
- 2000-02 non disputata
- 2003 : Africa Sports           1-1 Stella Club d'Adjamé   (4-2 dtr)
- 2004 : ASEC Mimosas            2-1 Stella Club d'Adjamé
- 2005 : Séwé Sport     4-1 Jeunesse Club d'Abidjan
- 2006 : ASEC Mimosas            1-0 Denguélé Sport
- 2007 : ASEC Mimosas            3-0 Issia Wazi FC
- 2008 : ASEC Mimosas
- 2009 : ASEC Mimosas
- 2010 : Jeunesse Club d'Abidjan 1-1 ASEC Mimosas (4-3 dtr)
- 2011 : ASEC Mimosas            2-1 Africa Sports
- 2012 : Séwé Sport 4-0 Stella Club d'Adjamé
- 2013 : Séwé Sport 1-0 ASEC Mimosas
- 2014 : Séwé Sport 2-0 ASEC Mimosas
- 2015 : Africa Sports 1-0 AS Tanda
- 2016 : AS Tanda 2-1 Séwé Sport
- 2017 : ASEC Mimosas 1-0 Africa Sports
- 2018 : Stade d'Abidjan 2-1 SC Gagnoa
- 2019 : SOA 3-0 FC San Pédro